# Friedrich Bracker
Friedrich Bracker (* 20. September 1875 in München; † 10. Oktober 1956 in Gern im Landkreis Eggenfelden) war ein deutscher Verwaltungsjurist und Präsident der bayerischen Staatsschuldenverwaltung.

## Leben
Nach dem Abitur 1894 am Wilhelmsgymnasium München absolvierte Friedrich Bracker bis 1899 ein Studium der Rechtswissenschaften an der Ludwig-Maximilians-Universität München, der Humboldt-Universität zu Berlin und der Friedrich-Alexander-Universität Erlangen-Nürnberg, bestand die erste juristische Staatsprüfung und leistete den dreijährigen Vorbereitungsdienst (Referendariat), der ihn zum Bezirksamt Speyer, zum Amtsgericht Speyer und zum Landgericht München I führte. Im Dezember 1902 legte er das Große juristische Staatsexamen ab und erhielt eine Anstellung als Akzessist im Rechnungskommissariat und später bei der Regierungsfinanzkammer von Niederbayern. Von 1905 an fand er Verwendung als Rechnungs-Beauftragter im Staatsministerium für Finanzen, wo er 1908 Assessor und 1913 Regierungsrat wurde. 1920 zum Ministerialrat ernannt, wurde ihm am 1. April 1927 der Titel Geheimer Rat mit dem Rang eines Ministerialdirektors verliehen. Vom 1. September 1932 an war er Präsident der Staatsschuldenverwaltung, die bei der Oberfinanzdirektion München angesiedelt war. In diesem Amt blieb er bis zum 1. September 1941, als er auf eigenen Wunsch in den Ruhestand verabschiedet wurde. 
Seit dem Studium war er Mitglied der Studentenverbindung Akademischer Gesangverein München im SV.